# سينوالد
كان سينوالد ملك مرسيا من ق. 545 حتى ق. 580.  وهو ابن كنبا وأب كريودا [الإنجليزية].